# Ladislaus Szár
Ladislaus Szár, (ungerska Szár László), var son till prins Mihail, Gézas lillebror. Han var barnbarn till furste Taksony. Omkring år 995 döptes han tillsammans med Géza. Han gavs då namnet Ladislaus.
Kanske var hans namn Szár, för han var skallig.
Hans fru var förmodligen prinsessan Premislava, dottern till Vladimir I, rysk storfurste. De hade tre barn, Andreas, Béla och Levente.
Ladislaus Szár skulle ha varit, efter Stefan I:s son, Imres död, kung av Ungern, men han dog före 1031.